# Ischnoptera chichicastenanga
Ischnoptera chichicastenanga är en kackerlacksart som beskrevs av Roth, L. M. 200. Ischnoptera chichicastenanga ingår i släktet Ischnoptera och familjen småkackerlackor.
Artens utbredningsområde är Guatemala. Inga underarter finns listade i Catalogue of Life.